# Satmalot
Satmalot med Granholmen är en ö i Finland. Den ligger i Norra kvarken och i kommunen Vörå i den ekonomiska regionen  Vasa i landskapet Österbotten, i den västra delen av landet. Ön ligger omkring 32 kilometer nordöst om Vasa och omkring 380 kilometer norr om Helsingfors.
Öns area är 67,5 hektar och dess största längd är 1,8 kilometer i nord-sydlig riktning. I omgivningarna runt Satmalot växer i huvudsak blandskog.

## Sammansmälta delöar
- Satmalot 63°20′28″N 22°00′27″Ö / 63.34108°N 22.00747°Ö
- Granholmen 63°20′40″N 22°00′15″Ö / 63.34437°N 22.00429°Ö